# Джеррард, Энтони
Э́нтони Дже́ррард (англ. Anthony Gerrard; 6 февраля 1986, Хайтон, Ливерпуль) — ирландский футболист, защитник клуба «Олдем Атлетик». Кузен Стивена Джеррарда. Привлекался в сборную Ирландии среди игроков не старше 18 лет.

## Биография
Уроженец Хайтона, графство Мерсисайд. Занимался футболом в молодёжной академии «Эвертона». За первую команду так и не заиграл. Был отдан в аренду в клуб «Аккрингтон Стэнли».
2 июля 2009 года, Джеррард подписал контракт с «Кардифф Сити». В начале сезона Джеррард был выбран в качестве основного центрального защитника, наряду с капитаном клуба Марком Хадсоном. Дебют игрока выпал на матч против «Сканторп Юнайтед», который «Кардифф» выиграл со счетом 4:0. Свой первый гол забил 20 октября 2009 года в матче против «Ковентри Сити» (2:0). Следующий сезон провёл в аренде в «Халл Сити». Вернулся в команду в сезоне 2011/12.
Первый гол в новом сезоне забил в матче против «Донкастер Роверс». Травма капитана команды позволила игроку задержаться в команде на определённый срок. Второй мяч в сезоне забил в матче Кубка Лиги против «Блэкберн Роверс» 29 ноября 2011 года. Джеррард помог своей команде выйти в финал Кубка Лиги 2012 — где в первый и последний раз встретился со своим двоюродным братом Стивеном Джеррардом. «Ливерпуль» выиграл трофей после серии послематчевых пенальти, в ходе которой оба Джеррарда смазали свои попытки.
7 августа 2012 года Джеррард подписал трёхлетний контракт с клубом «Хаддерсфилд Таун». Дебют состоялся в матче Кубка Лиги 13 августа, где клуб Энтони встречался с «Престон Норт Энд». Матч закончился поражением горожан — 0:2. Дебют в чемпионате пришёлся также на проигранный матч (0:1) против своего бывшего клуба «Кардифф Сити». Джеррард вышел на замену в последние минуты матча. Свой первый гол за новую команду забил в выездном матче с «Блэкпулом» 26 декабря 2012 года — игра завершилась со счётом 1:1. Последний матч в карьере провёл 21 декабря 2019 за "Честерфилд" против клуба "Торки" в рамках Национальной Лиги. "Честерфилд" выиграл 3:0, Джеррард отметился жёлтой карточкой.